# Frauenarzt
Frauenarzt, de son vrai nom Vincente de Teba Költerhoff, né le 18 octobre 1978, est un rappeur et disc jockey allemand. Durant sa carrière, Vicente de Teba (Költerhoff) emprunte le nom de Frauenarzt, et d'autres surnoms tels que DJ Atze, DJ Kologe, MC Digital F, Arzt, Räuber Rob (mit verstellter Stimme), Gyniko et Günther.

## Biographie
Le 19 juin 2007, l'émission MTV Urban retransmet pour la première fois un clip vidéo de Frauenarzt. La vidéo de la chanson Brennt den Club ab extraite de l'album Dr. Sex passe le même jour sur Urban TRL.
Le 21 décembre 2009, l'artiste est condamné à une amende de 8 400 euros pour ses titres violents et pornographiques Porno Mafia et Geschäft ist Geschäft,.

## Discographie

### Albums studio
- 2008 : Atzen Musik Vol. 1
- 2010 : Atzen Musik Vol. 2
- 2011 : Party Chaos
- 2012 : Atzen Musik Vol. 3
- 2016 : Mutterficker

### Mixtapes et apparitions
- 1999 : B.C.
- 2000 : Untergrund Solo Volume 1
- 2000 : Tanga Tanga Volume 1
- 2001 : Krieg mit uns (avec DJ Korx)
- 2002 : Unveröffentlichte Untergrund-Hits
- 2002 : Porno Party (avec Mr. Long)
- 2003 : Tanga Tanga 2003
- 2003 : Untergrund Solo Volume 2
- 2005 : Untergrund Solo Volume 2
- 2005 : Berlin bleibt Untergrund – Das Album (avec Manny Marc)
- 2005 : Berlin bleibt Untergrund – Das Mixtape (avec Manny Marc)
- 2005 : Mehr Kohle Atzen machen Ärger (avec Chucky & Smoky)
- 2005 : B.C. – Neuauflage
- 2005 : Tanga Tanga Volume 1 – Neuauflage
- 2005 : Untergrund Solo Volume 1 – Neuauflage
- 2005 : Porno Party 2 (avec Mr. Long)
- 2005 : Der Untergrundkönig
- 2006 : Krieg mit uns – Neuauflage (avec DJ Korx)
- 2006 : Porno Mafia (avec King Orgasmus One)
- 2006 : Brennt den Club ab – Seine größten Hits
- 2006 : Geschäft ist Geschäft
- 2006 : Hart an der Grenze (avec Manny Marc)
- 2007 : Jetzt reicht's!!!
- 2007 : Dr.Sex
- 2007 : Dr.Sex Bonus Edition
- 2008 : Feiern mit den Pleitegeiern (avec Manny Marc)
- 2008 : Feuchte Träume
- 2010 : Untergrund (comme Arzt avec Blokk)

### Singles
- 2005 : T-Shirt und Jeans
- 2008 : Florida Lady (avec Manny Marc et Alexander Marcus)
- 2009 : Das Geht Ab! (avec Manny Marc)
- 2009 : Wir sind in (avec Ren Da Gemini)
- 2010 : Disco Pogo (avec Manny Marc)
- 2010 : Atzin (avec Manny Marc)

## DVD
- 2003 : Berlin Untergrund (avec DJ Korx)
- 2006 : Berlin bleibt hart Tour